# Crocodylus raninus
Crocodylus raninus, el cocodrilo de Borneo, es una enigmática especie de cocodrilo de agua dulce endémica de la isla de Borneo, en el sudeste asiático. Su estatus taxonómico es controvertido y poco claro: algunos autores lo han considerado sinónimo de Crocodylus porosus, aunque una redescripción en 1990 y 1992 presentó evidencia de identidad distinta. Actualmente, se considera que se ha identificado erróneamente como C. porosus o C. siamensis.